# Brug over Wadi al Kuf
Brug over Wadi al Kuf bij Al Bayda is een tuibrug in Libië.
Deze door Riccardo Morandi (1902 - 1989) ontworpen verkeersbrug van voorgespannen beton werd tussen 1967 en 1971 gebouwd. De totale lengte is 477 meter en overspant de Kuf-vallei. Ze was in oktober 2017 een paar weken gesloten, nadat er scheuren in de brug werden vastgesteld.
Vergelijkbare bruggen zijn de Ponte Morandi in Italië (ingestort op 14 augustus 2018) en de Generaal Rafael Urdanetabrug in Venezuela.